# 底雅乡
底雅乡，是中华人民共和国西藏自治区阿里地区札达县下辖的一个乡镇级行政单位。

## 行政区划
底雅乡下辖以下地区：
鲁巴村、什布奇村和底雅村。